# Truus Kok
Geertruida Sidonie Honorine Maria (Truus) Kok (Hulst, 2 februari 1922 - Sevenum, 1 maart 2000) was een Nederlands politica die tussen 1959 en 1971 parlementariër was voor de Katholieke Volkspartij.

## Biografie
Truus Kok werd in Zeeuws-Vlaanderen geboren en volgde het gymnasium in Roosendaal. Na de verhuizing van haar familie naar Limburg, waar haar vader directeur van het postkantoor was, studeerde ze in Sittard aan de Rooms-katholieke School voor Maatschappelijk Werk. Ze ging na haar studie werken voor de Nederlandse Staatsmijnen, vervolgens als docente voor haar oude school en ten slotte was ze directrice van het Diocesaan Sociaal-Charitatief Centrum te Roermond.
In 1959 werd ze namens de KVP verkozen in de Tweede Kamer. Ze was voor de fractie woordvoerder maatschappelijk werk. Vanaf 1963 maakte ze ook deel uit van het fractiebestuur en tussen 1968 en 1971 was ze ook vice-voorzitter van de partij. In 1971 weigerde ze de functie van staatssecretaris van Cultuur, Wetenschap en Maatschappelijk Werk in het kabinet-Biesheuvel I. Na haar politieke carrière was ze voorzitster van de Raad van Arbeid te Venlo en overleed in 2002 in Sevenum.